# Timea sphaerastraea
Timea sphaerastraea är en svampdjursart som beskrevs av Burton 1959. Timea sphaerastraea ingår i släktet Timea och familjen Timeidae.
Artens utbredningsområde är havet utanför Tanzania. Inga underarter finns listade i Catalogue of Life.